# Francisco Tejeda
Francisco Tejeda (* 12. November 1998) ist ein ecuadorianischer Leichtathlet, der sich auf den Sprint spezialisiert hat.

## Sportliche Laufbahn
Erste internationale Erfahrungen sammelte Francisco Tejada Guerrero im Jahr 2018, als er bei den U23-Südamerikameisterschaften in Cuenca in 53,34 s den sechsten Platz im 400-Meter-Hürdenlauf belegte. 2022 schied er bei den Ibero-Amerikanischen Meisterschaften in La Nucia mit 47,08 s im Vorlauf über 400 Meter aus und nahm dann im Oktober an den Südamerikaspielen in Asunción teil. Dort belegte er in 47,48 s den sechsten Platz im 400-Meter-Lauf und gewann in der Mixed-Staffel in 3:22,27 min gemeinsam mit Alan Minda, Evelin Mercado und Nicole Caicedo die Silbermedaille hinter dem venezolanischen Team. Zudem gelangte er mit der 4-mal-100-Meter-Staffel mit 40,98 s auf Rang vier und wurde mit der 4-mal-400-Meter-Staffel in 3:17,27 min Fünfter. Im Jahr darauf schied er bei den Südamerikameisterschaften in São Paulo mit 47,39 s im Vorlauf über 400 Meter aus und belegte in 3:08,07 min den fünften Platz in der 4-mal-400-Meter-Staffel. Zudem gewann er in der Mixed-Staffel in 3:24,42 min die Bronzemedaille hinter den Teams aus Kolumbien und Brasilien. Ende Oktober gelangte er bei den Panamerikanischen Spielen in Santiago de Chile mit 3:23,09 min auf den fünften Platz in der Mixed-Staffel und wurde in 3:09,33 min Sechster mit der Männerstaffel. 2024 verpasste er bei den Ibero-Amerikanischen Meisterschaften in Cuiabá mit 48,28 s den Finaleinzug über 400 Meter. Im Jahr darauf ging er bei den Südamerikameisterschaften in Mar del Plata im Finale über 400 Meter nicht an den Start und belegte mit der Mixed-Staffel in 3:30,75 min den fünften Platz.
2023 wurde Tejeda ecuadorianischer Meister im 400-Meter-Lauf.

## Persönliche Bestleistungen
- 400 Meter: 46,28 s, 29. März 2025 in Cuenca (ecuadorianischer Rekord)